# Kathrin Michel

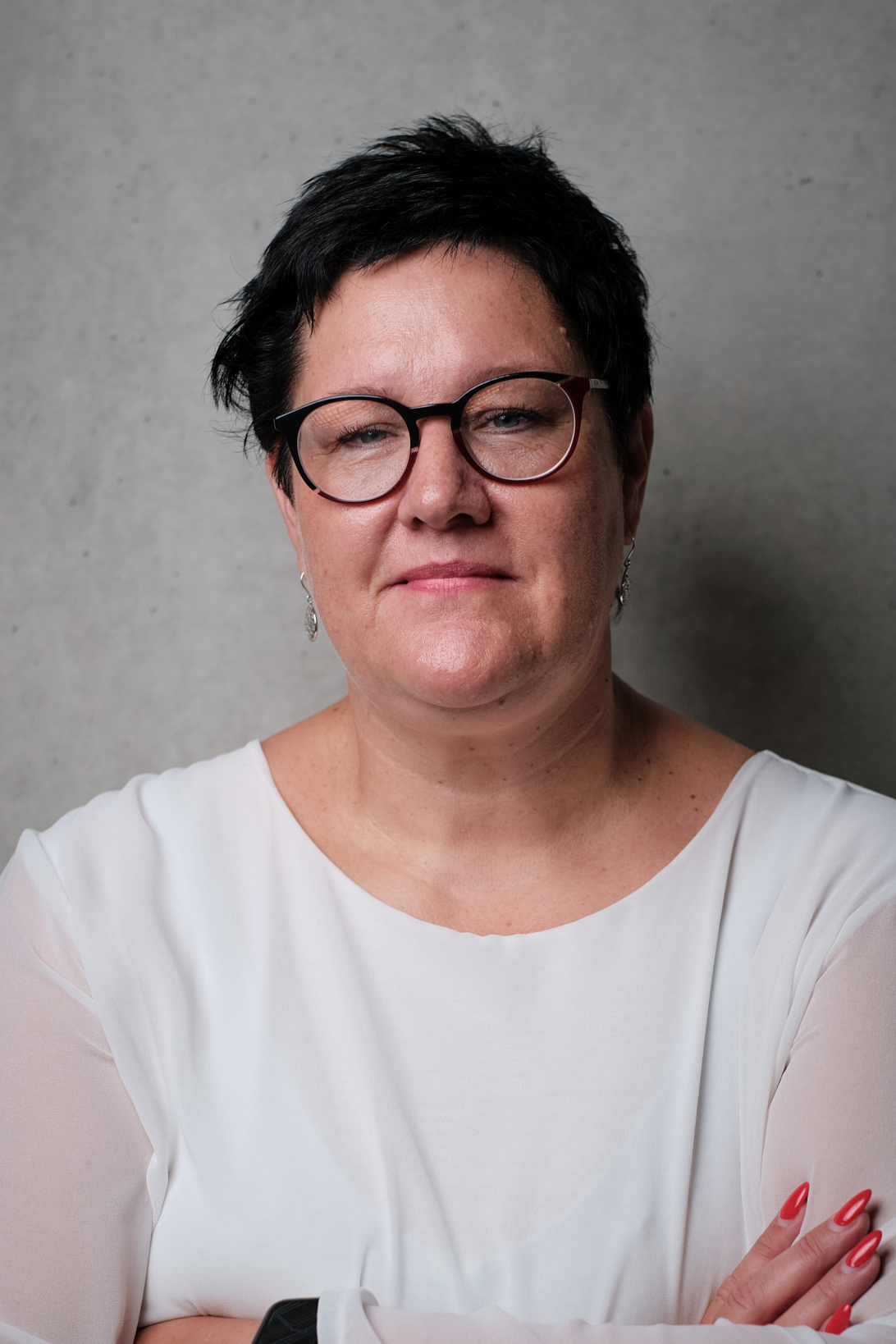
Kathrin Michel, 2021

Kathrin Michel (geb. Bischof; * 17. April 1963 in Forst (Lausitz)) ist eine deutsche Politikerin (SPD). Seit Oktober 2021 ist sie eine der beiden Landesvorsitzenden der SPD Sachsen und Mitglied des Deutschen Bundestages für den Wahlkreis Bautzen I. Sie ist innerhalb der SPD-Bundestagsfraktion Mitglied im Vorstand des Netzwerk Berlin.

## Leben
Kathrin Michel wurde 1963 in Forst in einer Arbeiterfamilie in der DDR geboren und wuchs dort auf. Nach dem Abitur absolvierte sie eine Ausbildung zur Industriekauffrau im VEB Synthesewerk Schwarzheide (seit 1990 BASF Schwarzheide), für das sie bis zu ihrem Einzug in den Bundestag zunächst als Sachbearbeiterin und später als Personalmanagerin arbeitete. Zudem war sie in ihrem Unternehmen Betriebsratsmitglied. Bis 2014 absolvierte sie parallel zu ihrer beruflichen Tätigkeit ein Zertifikatsstudium im Bereich Management und Partizipation an der TU Dortmund. Danach wurde sie Teamleiterin für Fachkräftesicherung und Supply-Chain-Management und verantwortete den Ausbildungsbereich des Unternehmensstandorts. Seit Jahren engagiert sich Michel in der Gewerkschaft IG Bergbau, Chemie, Energie.
Michel trat 2012 in die SPD ein. Sie ist Co-Vorsitzende des SPD-Kreisverbands Bautzen. Bis Anfang 2022 war sie zudem Vorsitzende des Ortsvereins Kamenz und Umgebung. Von 2018 bis 2021 war sie Beisitzerin im SPD-Landesvorstand. 2019 trat sie zur Landtagswahl in Sachsen im Wahlkreis Bautzen 2 an. Sie vereinigte 4,8 % der Wählerstimmen auf sich und verpasste damit den Einzug in den Landtag.
Zur Bundestagswahl 2021 trat sie im Bundestagswahlkreis Bautzen I an. Als Direktkandidatin erreichte sie mit 13,4 % das drittbeste Ergebnis des Wahlkreises und zog schließlich über Platz 2 der sächsischen SPD-Landesliste in den 20. Deutschen Bundestag ein. Anfang Oktober 2021 wurde sie mit 93 % der Delegiertenstimmen auf dem Landesparteitag der Sächsischen SPD in Neukieritzsch, gemeinsam mit Henning Homann, zur neuen Landesvorsitzenden gewählt. Sie lösten damit den bisherigen Landesvorsitzenden Martin Dulig ab und bilden die erste Doppelspitze in der Geschichte der Sächsischen SPD. 2023 wurde sie auf einem Parteitag in Chemnitz mit deutlicher Mehrheit von den mehr als 130 Delegierten mit 93,2 % im Amt bestätigt.
Kathrin Michel lebt seit 2006 in Kamenz, nachdem sie bereits seit 1983 im heutigen Landkreis Bautzen lebt. Sie ist verheiratet, Mutter von drei erwachsenen Töchtern und Großmutter zweier Enkelkinder.

## Themenschwerpunkte
Kathrin Michel ist Mitglied im Haushaltsausschuss des Deutschen Bundestags. Dort verantwortet sie als Hauptberichterstatterin den Einzelplan des Bundesministeriums für Arbeit und Soziales und damit den größten Etat im Bundeshaushalt.
Darüber hinaus ist sie Mitglied im Bundesfinanzierungsgremium, Mitglied im Unterausschuss zu Fragen der Europäischen Union und stellvertretendes Mitglied im Ausschuss für Arbeit und Soziales. Als Mitglied im Vorstand des Netzwerk Berlin tritt sie für progressive Themenschwerpunkte innerhalb der SPD-Bundestagsfraktion ein.
Kathrin Michel ist Mitglied im Kuratorium der Deutschen Stiftung für Engagement und Ehrenamt sowie stellvertretendes Mitglied im Kuratorium der Stiftung Forum Recht.
Darüber hinaus setzt sie sich insbesondere mit Fokus auf die Transformation der Wirtschaft vor Hintergrund des Kohleausstiegs für ihre Heimatregion, die Lausitz, ein.